# Alfa Romeo Arna
Alfa Romeo Arna var en lille mellemklassebil fremstillet af Alfa Romeo i joint venture med Nissan mellem 1983 og 1987.
Modellen havde motorer fra Alfa Romeo, men karrosseri fra Nissan Cherry. Den fandtes som hatchback med tre eller fem døre.
Motorerne var alle benzindrevne boxermotorer med fire cylindre på 1,2, 1,3 og 1,5 liter med effekt fra 63 til 95 hk.